# Distrito de Odenwald
El distrito de Odenwald o de la Selva de Oden (en alemán Odenwaldkreis) es un Landkreis (distrito rural) en la Región de Darmstadt dentro del Estado federado alemán de Hesse. Los distritos vecinos al norte son el distrito de Darmstadt-Dieburg, al este la junta de Baviera del distrito de Miltenberg, al sudeste el distrito de Neckar-Odenwald del estado de Baden-Wurtemberg, al sur el distrito de Rin-Neckar y al sudeste y oeste el distrito de Bergstraße. Con casi 100.000 habitantes es el distrito más poblado de Hesse. La administración se halla en la capital Erbach.

## Geografía
El distrito de Odenwald comprende las partes del Odenwald que se prolonga al sur hasta las comarcas de Baviera. 

## Composición del distrito
(Habitantes a 30 de junio de 2005)
| 1. Bad König (9.536) 2. Beerfelden (6.914) 3. Breuberg (7.414) 4. Erbach (13.627) 5. Michelstadt (17.137) | 1. Brensbach (5.389) 2. Brombachtal (3.717) 3. Fränkisch-Crumbach (3.361) 4. Hesseneck (692) 5. Höchst i. Odw. (9.990) 6. Lützelbach (7.283) 7. Mossautal (2.578) 8. Reichelsheim (Odenwald) (9.122) 9. Rothenberg (2.517) 10. Sensbachtal (1.019) |